# 于迅

于迅（1952年6月—），男，山东牟平人，中华人民共和国政治人物。

## 生平
1971年，供职于山东省牟平县文化团等。1983年，升任山东省烟台市科委副主任兼科技干部管理处处长。1987年，改任山东省栖霞县县长。1991年，任儋县县委书记、县长。1993年，改海南省洋浦开发区管理局副局长、儋州市委书记、市长。1990年2月至1993年1月在中国科技大学研究生院管理科学专业学习。1995年参加中央党校一年制中青年干部培训班。1996年，升任海南省计划厅厅长。1998年，改海南省副省长、兼任三亚市委书记。2002年，升任海南省委常委；2006年改任副省长。2007年改海南省委副书记。2011年，担任海南省政协主席。2018年1月，当选第十三届全国政协委员。